# 鳥羽商船高等専門学校
鳥羽商船高等専門学校（とばしょうせんこうとうせんもんがっこう、英称: National Institute of Technology, Toba College）は、三重県鳥羽市にある国立の高等専門学校。
全国に5つある商船高専のうちの1つであり、最も歴史のある高専である。また5つの商船高専のうち、唯一、一級小型船舶操縦士の養成施設としても登録されている（2023年卒業生まで対象）。
地元では「鳥羽商船」もしくは「商船」、「商船学校」と呼ばれている。
また、学生寮である暁寮が存在する。

## 設置学科

### 本科
- 商船学科（第3学年より航海コースと機関コースにわかれる。コース制。通称 S科）
- 情報機械システム工学科（2019年度から新しく設置された。学生が希望する情報、機械、電気・電子の科目からなるユニット制で学ぶ。通称 J科）

- 電子機械工学科（Mechatronics 通称 M科、2018年度入学生まで）
- 制御情報工学科（Information 通称 I科、2018年度入学生まで）

卒業時には準学士の称号が授与される。

### 専攻科
- 海事システム学専攻 （通称KS）
- 生産システム工学専攻 （通称SS）

## 沿革
- 1875年（明治8年）9月14日 - 東京、芝新銭座２番地（現在の東京都港区浜松町）に日本最初の近代海員養成機関である東京攻玉社航海測量習練所（後の商船黌）を創基[1]
- 1881年（明治14年）8月20日 - 商船黌分校、鳥羽商船黌開校
- 1893年（明治26年）3月 - 攻玉社の都合により一時閉鎖
- 1895年（明治28年）10月4日 - 東海商船学校と改称、再興
- 1899年（明治32年）8月17日 - 鳥羽町立鳥羽商船学校となる
- 1911年（明治44年）4月1日 - 三重県立鳥羽商船学校となる
- 1916年（大正5年） - 練習帆船「あまき」（バーク型300総トン・補助機関付き）建造
- 1939年（昭和14年）8月19日 - 官立（文部省直轄）鳥羽商船学校となる
- 1942年（昭和17年）1月1日 - 逓信省に移管される
- 1943年（昭和18年）11月1日 - 運輸通信省所管となる
- 1945年（昭和20年）5月19日 - 運輸省所管となる
- 1951年（昭和26年）4月1日 - 文部省に再移管され、国立鳥羽商船高等学校となる
- 1960年（昭和35年）3月31日 - 練習船初代「鳥羽丸」（鋼船56.52トン）建造
- 1967年（昭和42年）6月1日 - 航海学科40名、機関学科40名、計80名の入学定員の鳥羽商船高等専門学校となる。昭和42年度入学生が高専1期生となり、鳥羽商船高校は募集停止となる
- 1969年（昭和44年）4月1日 - 機関学科1学級増により学生入学定員は航海学科40名、機関学科80名、計120名となる
- 1970年（昭和45年）3月14日 - 練習船二代「鳥羽丸」（鋼船325.67トン）建造
- 1971年（昭和46年）6月1日 - 商船高校専攻科閉科に伴い、鳥羽商船高等学校閉校
- 1985年（昭和60年）4月1日 - 機関学科を分離改組し、機関学科40名、電子機械工学科40名となる
- 1988年（昭和63年）4月1日 - 航海学科及び機関学科を改組し、商船学科40名、制御情報工学科40名となり、本校は商船学科、電子機械工学科、制御情報工学科の3学科計120名となった
- 1991年（平成3年）4月8日 - 留学生、編入学生の受け入れを開始
- 1994年（平成6年）8月19日 - 練習船三代「鳥羽丸」（鋼船244トン）建造
- 2004年（平成16年）4月1日 - 独立行政法人国立高等専門学校機構鳥羽商船高等専門学校となる
- 2005年（平成17年）4月1日 - 専攻科設置（海事システム学専攻4名、生産システム工学専攻8名）
- 2019年（平成31年）4月1日 - 電子機械工学科及び制御情報工学科を情報機械システム工学科（定員80名）に改組し、本校は商船学科（定員40名）、情報機械システム工学科（80名）の2学科計120名となる

## 校長
| 代                       | 氏名       | 在任期間          | 出身校                    | 官職         | 前職                 | 後職                  | 備考                             |
| 鳥羽商船黌               | 鳥羽商船黌 | 鳥羽商船黌        | 鳥羽商船黌                | 鳥羽商船黌   | 鳥羽商船黌           | 鳥羽商船黌            | 鳥羽商船黌                       |
| ------------------------ | ---------- | ----------------- | ------------------------- | ------------ | -------------------- | --------------------- | -------------------------------- |
| 1                        | 近藤真琴   | 1881.10 - 1886.9  | 鳥羽藩校尚志館            |              |                      |                       | 1886年9月4日逝去                 |
| 2                        | 近藤基樹   | 1886.8 - 1893.3   | 工部大学校 英国海軍大学校 | 海軍造船中将 |                      |                       |                                  |
| 東海商船学校             |            |                   |                           |              |                      |                       |                                  |
| 3                        | 山内万寿治 | 1895.10 - 1899.7  | 海軍兵学校                | 海軍中将     |                      | 退職                  |                                  |
| 町立鳥羽商船学校         |            |                   |                           |              |                      |                       |                                  |
| 4                        | 角利助     | 1899.8 - 1905.3   | 慶応義塾                  |              |                      |                       |                                  |
| 5                        | 鶴田丘一   | 1905.3 - 1913.8   |                           |              |                      |                       | 県立初代校長                     |
| 県立鳥羽商船学校         |            |                   |                           |              |                      |                       |                                  |
| 6                        | 正戸為太郎 | 1913.9 - 1918.8   | 海軍兵学校                | 海軍中佐     |                      | 鹿児島商船水産学校長  |                                  |
| 7                        | 北村鑅太郎 | 1918.8 - 1924.12  | 官立商船学校              |              | 鳥羽商船学校教頭     | 休職(病気療養)4月退職 | 元日本郵船社員                   |
| 8                        | 金岡孫三   | 1924.12 - 1927.12 | 官立商船学校              |              | 富山商船学校教諭     | 富山商船学校長        | 元大阪商船社員                   |
| 9                        | 矢野馬吉   | 1927.12 - 1939.8  | 海軍兵学校                | 海軍少将     | 呉海兵団長           |                       |                                  |
| 官立鳥羽商船学校         |            |                   |                           |              |                      |                       |                                  |
| 10                       | 富岡外雄   | 1939.8 - 1945.7   | 官立商船学校              |              | 富山商船学校長       | 大島商船学校長        | 元日本郵船                       |
| 11                       | 大脇泰次   | 1945.7 - 1961.3   | 東京高船                  |              | 粟島商船学校長       | 退職                  | 元近海郵船船長 高校初代校長      |
| 国立鳥羽商船高等学校     |            |                   |                           |              |                      |                       |                                  |
| 12                       | 村野謙二   | 1961.4 - 1967.5   | 神戸高船                  |              | 富山商船高校教諭     | 退職                  | 元山下汽船社員                   |
| 国立鳥羽商船高等専門学校 |            |                   |                           |              |                      |                       |                                  |
| 13                       | 小谷信市   | 1967.6 - 1971.3   | 神戸高船                  |              | 神戸商船大学名誉教授 | 退職                  | 元神戸商船大学長                 |
| 14                       | 谷川栄一   | 1971.4 - 1979.4   | 北海道帝大                |              | 北海道大学水産学部長 | 退職                  | 農学博士・理学博士               |
| 15                       | 山門豊文   | 1979.4 - 1984.3   | 東京高船                  |              | 鳥羽商船高専教務主事 |                       | 元日本郵船社員                   |
| 16                       | 矢島澄夫   | 1984.4 - 1989.9   | 東京商船大                |              | 鳥羽商船高専教授     |                       |                                  |
| 17                       | 手塚俊一   | 1989.12 - 1996.3  |                           |              |                      |                       |                                  |
| 18                       | 飯島幸人   | 1996.4 - 2000.3   | 東京商船大                |              | 東京商船大学名誉教授 |                       |                                  |
| 19                       | 佐藤修臣   | 2000.4 - 2005.3   | 東京商船大学              |              | 東京海洋大学名誉教授 |                       |                                  |
| 20                       | 山田猛敏   | 2005.4 - 2010.3   | 東京商船大学              |              | 東京海洋大学名誉教授 |                       |                                  |
| 21                       | 藤田稔彦   | 2010.4 - 2015.3   | 東京大学                  |              | 東京海洋大学名誉教授 |                       |                                  |
| 22                       | 新田保次   | 2015.4 - 2017.3   | 大阪大学                  |              | 大阪大学名誉教授     |                       | 鈴鹿工業高専校長を兼務、工学博士 |
| 23                       | 林祐司     | 2017.4 -2021.3    | 神戸大学                  |              | 神戸大学教授         |                       |                                  |
| 24                       | 和泉充     | 2021.4-           | 筑波大学                  |              | 東京海洋大学名誉教授 |                       |                                  |

## 所在地
- 〒517-8501 三重県鳥羽市池上町1-1

### 最寄駅
- 近鉄 池の浦駅より徒歩10分
- JR・近鉄 鳥羽駅よりタクシー5分

## 出身有名人
- 日比野正治（海軍軍人）
- 谷恒生（作家）
- 伊藤鋼一（元警視庁特殊急襲部隊隊員）
- 坂本新一（元海上保安官）
- 日高恒太朗（ノンフィクション作家）

## 対外関係
- 2016年3月に「高等教育コンソーシアムみえ」を締結。